# Nomia terminata
Nomia terminata là một loài Hymenoptera trong họ Halictidae. Loài này được Smith mô tả khoa học năm 1876.